# Chrysotoxum gracile
Chrysotoxum gracile es una especie de mosca sírfida. Es endémica de la España peninsular y el sur de la Francia continental.